# Lista de canções gravadas por Linkin Park

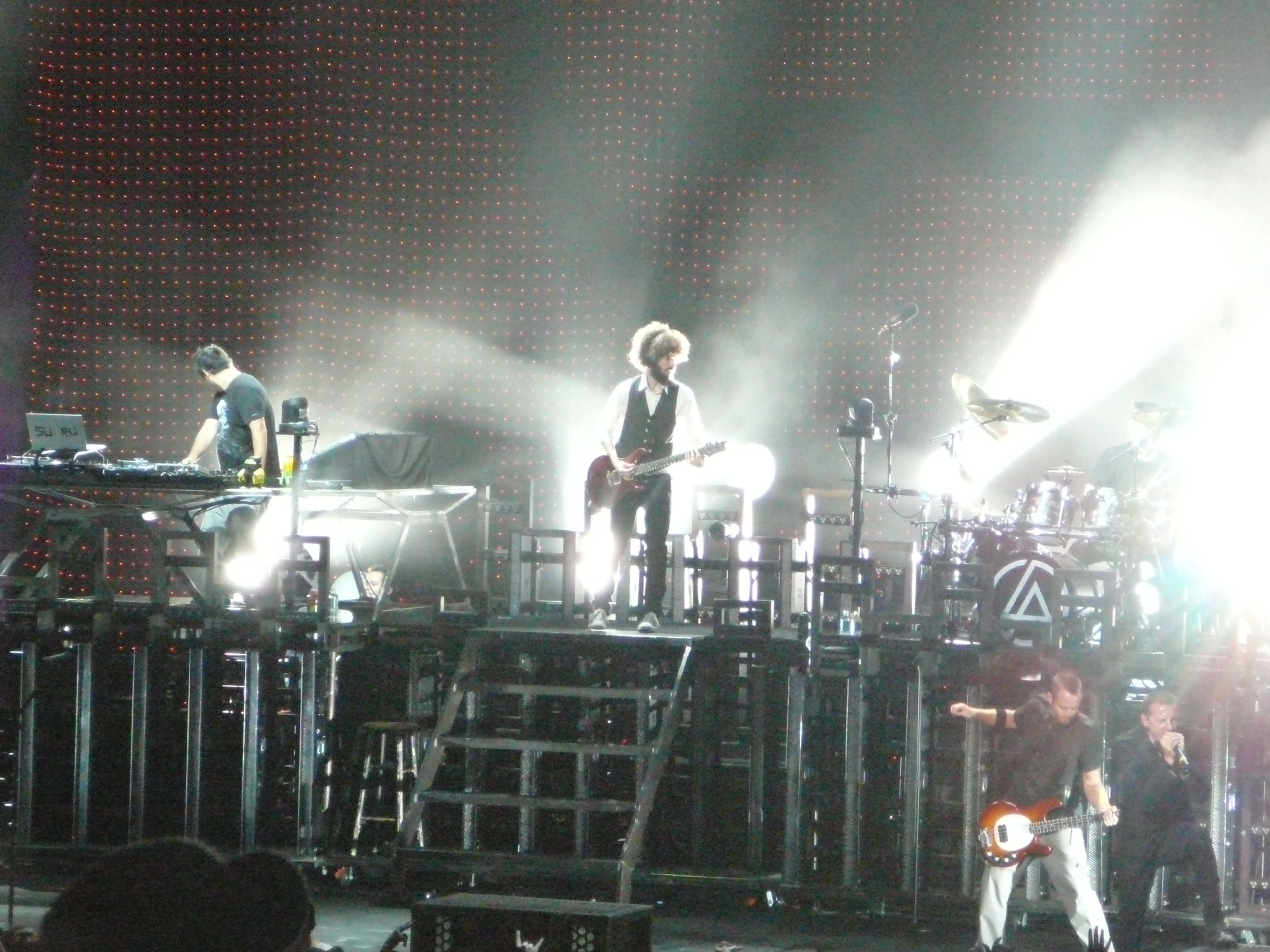
Linkin Park já gravou mais de 200 canções, sendo aproximadamente 100 somente em álbuns de estúdio.

Esta lista reúne as canções lançadas e/ou gravadas pelo Linkin Park, uma banda norte-americana de rock, formada em 1996 em Agoura Hills, Califórnia. Ao longo da carreira, o grupo já lançou mais de 200 canções, sendo aproximadamente 100 somente em álbuns de estúdio. A banda gravou materiais para oito álbuns de estúdio: Hybrid Theory (2000), Meteora (2003), Minutes to Midnight (2007), A Thousand Suns (2010), Living Things (2012), The Hunting Party (2014), One More Light (2017) e From Zero (2024).
Em 2000, a banda lançou o seu álbum de estreia, Hybrid Theory, que contém doze faixas em sua edição padrão e quatro singles: "One Step Closer", "Crawling", "Papercut" e "In the End". A faixa "Points of Authority" foi lançado como um single promocional. Em 2003, foi lançado seu segundo álbum, Meteora, contendo treze faixas e cinco singles: "Somewhere I Belong", "Faint, "Numb", From the Inside" e "Breaking the Habit". "Lying from You" foi lançado como um single promocional. Posteriormente, em 2004, a banda fez uma parceria com o rapper Jay-Z no EP Collision Course, que contém seis faixas e dois singles: "Numb/Encore" e "Dirt Off Your Shoulder/Lying from You". "Numb/Encore" ganhou um Grammy Award na categoria "Melhor colaboração de Rap/Cantado".
Em 2007 e 2010, a banda lançou os álbuns Minutes to Midnight e A Thousand Suns, respectivamente. Minutes to Midnight contém doze faixas em sua edição padrão e foram lançados cinco singles: "What I've Done", "Bleed It Out", "Shadow of the Day", "Given Up" e "Leave Out All the Rest". A faixa "No More Sorrow", foi lançada como um single promocional de sua versão ao vivo, que está presente no CD/DVD da banda, intitulado Road to Revolution: Live at Milton Keynes. Já A Thousand Suns, contém quinze faixas em sua edição padrão e quatro singles: "The Catalyst", "Waiting for the End", "Burning in the Skies" e "Iridescent"; As faixas "Blackout" e "Wretches and Kings" foram lançados como singles promocionais. Anos mais tarde, em 2012, a banda lançou seu quinto álbum de estúdio, Living Things, que contém doze faixas e quatro singles: "Burn It Down", "Lost in the Echo", "Powerless" e "Castle of Glass"; A faixa "Lies Greed Misery" foi lançada como um single promocional durante a promoção do álbum.
Em 2014 e 2017 a banda lançou os álbuns The Hunting Party e One More Light, respectivamente. The Hunting Party contém doze faixas e três singles: "Guilty All the Same", "Until It's Gone" e "Final Masquerade"; As faixas "Wastelands" e "Rebellion" foram lançados como singles promocionais. Já o álbum One More Light, contém dez faixas e três singles: "Heavy", "Talking to Myself" e "One More Light". As faixas "Battle Symphony", "Good Goodbye" e "Invisible" foram lançados como singles promocionais durante o período de pré-lançamento do álbum.
Em 5 de setembro de 2024, Linkin Park lança o single "The Emptiness Machine", parte do álbum From Zero, apresentando Emily Armstrong do grupo Dead Sara como co-vocalista líder ao lado de Shinoda, junto com Colin Brittain, que substituiria Rob Bourdon.

## Canções presentes em álbuns de estúdio
|  | Denota canções lançadas como singles              |
|  | Denota canções lançadas como singles promocionais |
|  | Denota canções instrumentais ou interlúdios       |

| Ano  | Canção                                      | Álbum               | Composição                                                       | Duração | Ref.            |
| ---- | ------------------------------------------- | ------------------- | ---------------------------------------------------------------- | ------- | --------------- |
| 2014 | "A Line in the Sand"                        | The Hunting Party   | Linkin Park                                                      | 6:35    | [ 35 ]          |
| 2000 | "A Place for My Head"                       | Hybrid Theory       | Linkin Park, Mark Wakefield, Dave Farrell                        | 3:04    | [ 36 ] [ 37 ]   |
| 2014 | "All for Nothing" (part. de Page Hamilton)  | The Hunting Party   | Linkin Park                                                      | 3:33    | [ 35 ] [ 38 ]   |
| 2017 | "Battle Symphony"                           | One More Light      | Brad Delson, Mike Shinoda, Jonathan Green                        | 3:36    | [ 39 ] [ 40 ]   |
| 2010 | "Blackout"                                  | A Thousand Suns     | Linkin Park                                                      | 4:39    | [ 41 ]          |
| 2007 | "Bleed It Out"                              | Minutes to Midnight | Linkin Park                                                      | 2:46    | [ 42 ] [ 43 ]   |
| 2003 | "Breaking the Habit"                        | Meteora             | Linkin Park                                                      | 3:16    | [ 8 ] [ 44 ]    |
| 2012 | "Burn It Down"                              | Living Things       | Linkin Park                                                      | 3:50    | [ 45 ] [ 46 ]   |
| 2010 | "Burning in the Skies"                      | A Thousand Suns     | Linkin Park                                                      | 4:13    | [ 47 ] [ 48 ]   |
| 2000 | "By Myself"                                 | Hybrid Theory       | Linkin Park                                                      | 3:10    | [ 49 ]          |
| 2012 | "Castle of Glass"                           | Living Things       | Linkin Park                                                      | 3:25    | [ 50 ] [ 51 ]   |
| 2024 | "Casualty"                                  | From Zero           | Linkin Park                                                      | 2:20    | [ 52 ]          |
| 2000 | "Crawling"                                  | Hybrid Theory       | Linkin Park                                                      | 3:29    | [ 36 ] [ 53 ]   |
| 2000 | "Cure for the Itch"                         | Hybrid Theory       | Linkin Park                                                      | 2:37    | [ 54 ]          |
| 2024 | "Cut the Bridge"                            | From Zero           | Linkin Park, Nick Long, Bea Miller                               | 3:48    | [ 52 ]          |
| 2003 | "Don't Stay"                                | Meteora             | Linkin Park                                                      | 3:07    | [ 55 ]          |
| 2014 | "Drawbar" (part. de Tom Morello)            | The Hunting Party   | Linkin Park, Tom Morello                                         | 2:46    | [ 56 ]          |
| 2003 | "Easier to Run"                             | Meteora             | Linkin Park                                                      | 3:24    | [ 57 ]          |
| 2010 | "Empty Spaces"                              | A Thousand Suns     | Linkin Park                                                      | 0:18    | [ 58 ]          |
| 2003 | "Faint"                                     | Meteora             | Linkin Park                                                      | 2:42    | [ 59 ] [ 60 ]   |
| 2010 | "Fallout"                                   | A Thousand Suns     | Linkin Park                                                      | 1:23    | [ 61 ]          |
| 2003 | "Figure.09"                                 | Meteora             | Linkin Park                                                      | 3:17    | [ 62 ]          |
| 2014 | "Final Masquerade"                          | The Hunting Party   | Linkin Park, Emile Haynie                                        | 3:37    | [ 63 ] [ 64 ]   |
| 2003 | "Foreword"                                  | Meteora             | Linkin Park                                                      | 0:13    | [ 65 ]          |
| 2000 | "Forgotten"                                 | Hybrid Theory       | Linkin Park                                                      | 3:14    | [ 66 ]          |
| 2003 | "From the Inside"                           | Meteora             | Linkin Park                                                      | 2:55    | [ 67 ] [ 68 ]   |
| 2024 | "From Zero (Intro)"                         | From Zero           | Linkin Park                                                      | 0:22    | [ 52 ]          |
| 2007 | "Given Up"                                  | Minutes to Midnight | Linkin Park                                                      | 3:09    | [ 69 ] [ 70 ]   |
| 2017 | "Good Goodbye" (part. de Pusha T e Stormzy) | One More Light      | Delson, Shinoda, Jesse Shatkin, Terrence Thornton, Michael Omari | 3:31    | [ 32 ] [ 71 ]   |
| 2024 | "Good Things Go"                            | From Zero           | Linkin Park, Jake Torrey                                         | 3:29    | [ 52 ]          |
| 2014 | "Guilty All the Same" (part. de Rakim)      | The Hunting Party   | Linkin Park, William Griffin                                     | 5:55    | [ 72 ] [ 73 ]   |
| 2017 | "Halfway Right"                             | One More Light      | Linkin Park, Ross Golan                                          | 3:37    | [ 74 ]          |
| 2007 | "Hands Held High"                           | Minutes to Midnight | Linkin Park                                                      | 3:55    | [ 75 ]          |
| 2017 | "Heavy" (part. de Kiiara)                   | One More Light      | Linkin Park, Julia Michaels, Justin Tranter                      | 2:49    | [ 76 ] [ 77 ]   |
| 2024 | "Heavy Is the Crown"                        | From Zero           | Linkin Park, Jon Green, Matias Mora                              | 2:47    | [ 52 ]          |
| 2003 | "Hit the Floor"                             | Meteora             | Linkin Park                                                      | 2:44    | [ 78 ]          |
| 2012 | "I'll Be Gone"                              | Living Things       | Linkin Park                                                      | 3:31    | [ 79 ]          |
| 2024 | "IGYEIH"                                    | From Zero           | Linkin Park, Nick Long                                           | 3:29    | [ 52 ]          |
| 2007 | "In Between"                                | Minutes to Midnight | Linkin Park                                                      | 3:18    | [ 80 ]          |
| 2012 | "In My Remains"                             | Living Things       | Linkin Park                                                      | 3:20    | [ 50 ] [ 81 ]   |
| 2007 | "In Pieces"                                 | Minutes to Midnight | Linkin Park                                                      | 3:38    | [ 82 ]          |
| 2000 | "In the End"                                | Hybrid Theory       | Linkin Park                                                      | 3:36    | [ 36 ] [ 83 ]   |
| 2017 | "Invisible"                                 | One More Light      | Shinoda, Justin Parker                                           | 3:34    | [ 33 ] [ 84 ]   |
| 2010 | "Iridescent"                                | A Thousand Suns     | Linkin Park                                                      | 4:56    | [ 85 ] [ 86 ]   |
| 2010 | "Jornada del Muerto"                        | A Thousand Suns     | Linkin Park                                                      | 1:34    | [ 87 ]          |
| 2014 | "Keys to the Kingdom"                       | The Hunting Party   | Linkin Park                                                      | 3:38    | [ 88 ]          |
| 2007 | "Leave Out All the Rest"                    | Minutes to Midnight | Linkin Park                                                      | 3:31    | [ 89 ] [ 90 ]   |
| 2012 | "Lies Greed Misery"                         | Living Things       | Linkin Park                                                      | 2:26    | [ 91 ] [ 92 ]   |
| 2012 | "Lost in the Echo"                          | Living Things       | Linkin Park                                                      | 3:25    | [ 46 ] [ 93 ]   |
| 2003 | "Lying from You"                            | Meteora             | Linkin Park                                                      | 2:55    | [ 94 ]          |
| 2014 | "Mark the Graves"                           | The Hunting Party   | Linkin Park                                                      | 5:05    | [ 95 ]          |
| 2007 | "No More Sorrow"                            | Minutes to Midnight | Linkin Park                                                      | 3:43    | [ 15 ] [ 96 ]   |
| 2017 | "Nobody Can Save Me"                        | One More Light      | Delson, Shinoda, Jonathan Green                                  | 3:45    | [ 97 ]          |
| 2003 | "Nobody's Listening"                        | Meteora             | Linkin Park                                                      | 2:58    | [ 98 ]          |
| 2003 | "Numb"                                      | Meteora             | Linkin Park                                                      | 3:07    | [ 99 ] [ 100 ]  |
| 2017 | "One More Light"                            | One More Light      | Shinoda, Francis "Eg" White                                      | 4:15    | [ 30 ] [ 101 ]  |
| 2000 | "One Step Closer"                           | Hybrid Theory       | Linkin Park                                                      | 2:35    | [ 102 ] [ 103 ] |
| 2024 | "Over Each Other"                           | From Zero           | Linkin Park, Jon Green, Matias Mora                              | 2:50    | [ 52 ]          |
| 2024 | "Overflow"                                  | From Zero           | Linkin Park, Jaten Dimsdale, Mike Elizondo, Jake Torrey          | 3:31    | [ 52 ]          |
| 2000 | "Papercut"                                  | Hybrid Theory       | Linkin Park                                                      | 3:04    | [ 104 ]         |
| 2000 | "Points of Authority"                       | Hybrid Theory       | Linkin Park                                                      | 3:20    | [ 7 ] [ 105 ]   |
| 2012 | "Powerless"                                 | Living Things       | Linkin Park                                                      | 3:44    | [ 106 ] [ 107 ] |
| 2000 | "Pushing me Away"                           | Hybrid Theory       | Linkin Park                                                      | 3:12    | [ 108 ]         |
| 2014 | "Rebellion" (part. de Daron Malakian)       | The Hunting Party   | Linkin Park, Daron Malakian                                      | 3:44    | [ 109 ] [ 110 ] |
| 2012 | "Roads Untraveled"                          | Living Things       | Linkin Park                                                      | 3:49    | [ 111 ]         |
| 2010 | "Robot Boy"                                 | A Thousand Suns     | Linkin Park                                                      | 4:28    | [ 112 ]         |
| 2000 | "Runaway"                                   | Hybrid Theory       | Linkin Park, Mark Wakefield                                      | 3:04    | [ 113 ]         |
| 2003 | "Session"                                   | Meteora             | Linkin Park                                                      | 2:24    | [ 114 ] [ 115 ] |
| 2007 | "Shadow of the Day"                         | Minutes to Midnight | Linkin Park                                                      | 4:52    | [ 116 ]         |
| 2017 | "Sharp Edges"                               | One More Light      | Linkin Park, Ilsey Juber                                         | 2:58    | [ 117 ]         |
| 2012 | "Skin to Bone"                              | Living Things       | Linkin Park                                                      | 2:48    | [ 118 ]         |
| 2003 | "Somewhere I Belong"                        | Meteora             | Linkin Park                                                      | 3:33    | [ 119 ] [ 120 ] |
| 2017 | "Sorry for Now"                             | One More Light      | Mike Shinoda                                                     | 3:23    | [ 121 ]         |
| 2024 | "Stained"                                   | From Zero           | Linkin Park, Cal Shapiro                                         | 3:05    | [ 52 ]          |
| 2017 | "Talking to Myself"                         | One More Light      | Linkin Park, Ilsey Juber, JR Rotem                               | 3:51    | [ 122 ] [ 123 ] |
| 2010 | "The Catalyst"                              | A Thousand Suns     | Linkin Park                                                      | 5:39    | [ 124 ] [ 125 ] |
| 2024 | "The Emptiness Machine"                     | From Zero           | Linkin Park                                                      | 3:10    | [ 126 ]         |
| 2007 | "The Little Things Give You Away"           | Minutes to Midnight | Linkin Park                                                      | 6:25    | [ 127 ]         |
| 2010 | "The Messenger"                             | A Thousand Suns     | Linkin Park                                                      | 3:01    | [ 128 ]         |
| 2010 | "The Radiance"                              | A Thousand Suns     | Linkin Park                                                      | 0:57    | [ 129 ] [ 130 ] |
| 2010 | "The Requiem"                               | A Thousand Suns     | Linkin Park                                                      | 2:01    | [ 130 ] [ 131 ] |
| 2014 | "The Summoning"                             | The Hunting Party   | Linkin Park                                                      | 1:00    | [ 132 ]         |
| 2012 | "Tinfoil"                                   | Living Things       | Linkin Park                                                      | 1:11    | [ 133 ]         |
| 2024 | "Two Faced"                                 | From Zero           | Linkin Park                                                      | 3:03    | [ 52 ]          |
| 2012 | "Until It Breaks"                           | Living Things       | Linkin Park                                                      | 3:43    | [ 134 ]         |
| 2014 | "Until It's Gone"                           | The Hunting Party   | Linkin Park                                                      | 3:53    | [ 135 ] [ 136 ] |
| 2007 | "Valentine's Day"                           | Minutes to Midnight | Linkin Park                                                      | 3:18    | [ 137 ]         |
| 2012 | "Victimized"                                | Living Things       | Linkin Park                                                      | 1:46    | [ 138 ]         |
| 2010 | "Waiting for the End"                       | A Thousand Suns     | Linkin Park                                                      | 3:51    | [ 139 ] [ 140 ] |
| 2007 | "Wake"                                      | Minutes to Midnight | Linkin Park                                                      | 1:43    | [ 141 ]         |
| 2014 | "War"                                       | The Hunting Party   | Linkin Park                                                      | 2:11    | [ 142 ]         |
| 2014 | "Wastelands"                                | The Hunting Party   | Linkin Park                                                      | 3:15    | [ 143 ] [ 144 ] |
| 2007 | "What I've Done"                            | Minutes to Midnight | Linkin Park                                                      | 3:25    | [ 145 ] [ 146 ] |
| 2010 | "When They Come for Me"                     | A Thousand Suns     | Linkin Park                                                      | 4:53    | [ 147 ]         |
| 2010 | "Wisdom, Justice, and Love"                 | A Thousand Suns     | Linkin Park                                                      | 1:38    | [ 148 ]         |
| 2000 | "With You"                                  | Hybrid Theory       | Linkin Park, Michael Simpson, John King                          | 3:33    | [ 149 ]         |
| 2010 | "Wretches and Kings"                        | A Thousand Suns     | Linkin Park                                                      | 4:15    | [ 150 ] [ 151 ] |

## Outras canções
|  | Denota canções lançadas como singles.              |
|  | Denota canções lançadas como singles promocionais. |

| Ano  | Título                                                         | Álbum                                                   | Composição | Duração | Ref.            |
| ---- | -------------------------------------------------------------- | ------------------------------------------------------- | --- | ------- | --------------- |
| 1997 | "Rhinestone"                                                   | Xero                                                    | Xero | 3:38    | [ 152 ]         |
| 1997 | "Pictureboard"                                                 | Xero                                                    | Xero | —       | [ 153 ]         |
| 1997 | "Reading My Eyes"                                              | Xero                                                    | Xero | 2:56    | [ 152 ]         |
| 1997 | "Fuse"                                                         | Xero                                                    | Xero | 3:16    | [ 152 ]         |
| 1997 | "Stick N' Move"                                                | Xero                                                    | Xero | 2:44    | [ 152 ]         |
| 1998 | "Closing"                                                      | Rapology 12                                             | Xero | 1:43    | [ 154 ]         |
| 1998 | "Drop"                                                         | Rapology 13                                             | Mike Shinoda, Joe Hahn                                                                                                | 2:46    | [ 155 ]         |
| 1998 | "Fiends"                                                       | Rapology 14                                             | Xero | 3:15    | [ 155 ]         |
| 1999 | "Carousel"                                                     | Hybrid Theory (EP)                                      | Shinoda, Hahn, Brad Delson, Chester Bennington, Rob Bourdon                                                           | 3:00    | [ 156 ] [ 157 ] |
| 1999 | "Technique (short)"                                            | Hybrid Theory (EP)                                      | Shinoda, Hahn | 0:40    | [ 156 ]         |
| 1999 | "Step Up"                                                      | Hybrid Theory (EP)                                      | Shinoda, Hahn, Delson                                                                                                 | 3:35    | [ 156 ]         |
| 1999 | "And One"                                                      | Hybrid Theory (EP)                                      | Shinoda, Hahn, Delson, Bennington, Bourdon                                                                            | 4:33    | [ 156 ]         |
| 1999 | "High Voltage"                                                 | Hybrid Theory (EP)                                      | Shinoda, Hahn, Delson                                                                                                 | 3:30    | [ 156 ]         |
| 1999 | "Part of Me"                                                   | Hybrid Theory (EP)                                      | Shinoda, Hahn, Delson, Bennington, Bourdon                                                                            | 12:41   | [ 156 ] [ 158 ] |
| 1999 | "Plaster"                                                      | —                                                       | Hybrid Theory | 2:37    | [ 159 ]         |
| 1999 | "Under Attack (Crawling Demo)"                                 | —                                                       | Hybrid Theory | 3:47    | [ 160 ]         |
| 1999 | "Dust Brothers"                                                | —                                                       | Hybrid Theory | 3:39    | [ 161 ]         |
| 1999 | "Untitled"                                                     | Hybrid Theory 8-Track Demo                              | Hybrid Theory | 3:52    | [ 162 ]         |
| 1999 | "SuperXero"                                                    | Hybrid Theory 8-Track Demo                              | Hybrid Theory | 3:16    | [ 162 ]         |
| 1999 | "Points and Authority"                                         | Hybrid Theory 8-Track Demo                              | Hybrid Theory | 2:51    | [ 162 ]         |
| 1999 | "Crawling (Demo)"                                              | Hybrid Theory 8-Track Demo                              | Hybrid Theory | 3:51    | [ 162 ]         |
| 1999 | "She Couldn't"                                                 | Hybrid Theory 8-Track Demo                              | Hybrid Theory | 5:26    | [ 162 ]         |
| 1999 | "Carousel"                                                     | Hybrid Theory 8-Track Demo                              | Hybrid Theory | 3:00    | [ 162 ]         |
| 1999 | "Part of Me"                                                   | Hybrid Theory 8-Track Demo                              | Hybrid Theory | 3:45    | [ 162 ]         |
| 1999 | "And One"                                                      | Hybrid Theory 8-Track Demo                              | Hybrid Theory | 4:29    | [ 162 ]         |
| 1999 | "A Place For My Head (Esaul)"                                  | Hybrid Theory 2-Track Demo                              | Hybrid Theory | 3:08    | [ 163 ] [ 164 ] |
| 1999 | "By Myself"                                                    | Hybrid Theory 2-Track Demo                              | Hybrid Theory | 3:13    | [ 163 ] [ 164 ] |
| 2000 | "My December"                                                  | Hybrid Theory                                           | Mike Shinoda | 4:20    | [ 165 ] [ 166 ] |
| 2000 | "High Voltage"                                                 | Hybrid Theory                                           | Linkin Park | 3:45    | [ 167 ]         |
| 2002 | "Opening"                                                      | Reanimation                                             | Mike Shinoda | 1:07    | [ 168 ]         |
| 2002 | "Pts.OF.Athrty"                                                | Reanimation                                             | Jay Gordon | 3:46    | [ 168 ] [ 169 ] |
| 2002 | "Enth E Nd"                                                    | Reanimation                                             | KutMasta Kurt com Motion Man                                                                                          | 3:59    | [ 170 ]         |
| 2002 | "[Chali]"                                                      | Reanimation                                             | Linkin Park | 0:23    | [ 168 ]         |
| 2002 | Frgt/10                                                        | Reanimation                                             | "The Alchemist" (part. de Chali 2na)                                                                                  | 3:32    | [ 168 ] [ 170 ] |
| 2002 | "P5hng Me A*wy"                                                | Reanimation                                             | Shinoda com Stephen Richards                                                                                          | 4:37    | [ 168 ]         |
| 2002 | "Plc.4 Mie Hæd"                                                | Reanimation                                             | AmpLive com Zion | 4:20    | [ 168 ]         |
| 2002 | "X-Ecutioner Style"                                            | Reanimation                                             | Sean C. com Roc Raida & Black Thought                                                                                 | 1:49    | [ 168 ]         |
| 2002 | "H! Vltg3"                                                     | Reanimation                                             | Evidence com Pharoahe Monch & DJ Babu                                                                                 | 3:30    | [ 168 ]         |
| 2002 | "[Riff Raff]"                                                  | Reanimation                                             | Linkin Park | 0:21    | [ 168 ]         |
| 2002 | "Wth>You"                                                      | Reanimation                                             | Chairman Hahn com Aceyalone                                                                                           | 4:12    | [ 168 ]         |
| 2002 | "Ntr\Mssion"                                                   | Reanimation                                             | Linkin Park | 0:29    | [ 168 ]         |
| 2002 | "Ppr:Kut"                                                      | Reanimation                                             | DJ Cheapshot & Jubacca com Rasco & Planet Asia                                                                        | 3:26    | [ 168 ]         |
| 2002 | "Rnw@y"                                                        | Reanimation                                             | Backyard Bangers com Phoenix Orion                                                                                    | 3:13    | [ 168 ]         |
| 2002 | "My<Dsmbr"                                                     | Reanimation                                             | Mickey P. com Kelli Ali                                                                                               | 4:17    | [ 168 ]         |
| 2002 | "[Stef]"                                                       | Reanimation                                             | Linkin Park | 0:10    | [ 168 ]         |
| 2002 | "By_Myslf"                                                     | Reanimation                                             | Josh Abraham & Mike Shinoda                                                                                           | 3:42    | [ 168 ]         |
| 2002 | "Kyur4 th Ich"                                                 | Reanimation                                             | Chairman Hahn | 2:32    | [ 168 ]         |
| 2002 | "1stp Klosr"                                                   | Reanimation                                             | The Humble Brothers com Jonathan Davis                                                                                | 5:46    | [ 168 ]         |
| 2002 | "Krwlng"                                                       | Reanimation                                             | Mike Shinoda com Aaron Lewis                                                                                          | 5:42    | [ 168 ]         |
| 2002 | "A.06"                                                         | Linkin Park Underground 2.0                             | Linkin Park | 0:54    | [ 171 ]         |
| 2002 | "Dedicated (1999 Demo)"                                        | Linkin Park Underground 2.0                             | Mike Shinoda | 3:11    | [ 171 ]         |
| 2004 | "Sold My Soul to Yo Mama"                                      | Linkin Park Underground 4.0                             | Hahn, Bennington, Shinoda                                                                                             | 1:58    | [ 172 ]         |
| 2004 | "Standing In The Middle"                                       | Linkin Park Underground 4.0                             | Mike Shinoda | 3:22    | [ 172 ]         |
| 2004 | "Dirt off Your Shoulder/Lying from You" (com Jay-Z)            | Collision Course                                        | Jay-Z e Linkin Park                                                                                                   | 4:05    | [ 173 ] [ 174 ] |
| 2004 | "Big Pimpin'/Papercut" (com Jay-Z)                             | Collision Course                                        | Jay-Z e Linkin Park                                                                                                   | 2:36    | [ 174 ]         |
| 2004 | "Jigga What/Faint" (com Jay-Z)                                 | Collision Course                                        | Jay-Z e Linkin Park                                                                                                   | 3:31    | [ 174 ]         |
| 2004 | "Numb/Encore" (com Jay-Z)                                      | Collision Course                                        | Jay-Z e Linkin Park                                                                                                   | 3:25    | [ 174 ] [ 175 ] |
| 2004 | "Izzo/In The End" (com Jay-Z)                                  | Collision Course                                        | Jay-Z e Linkin Park                                                                                                   | 2:45    | [ 174 ]         |
| 2004 | "Points of Authority/99 Problems/ One Step Closer" (com Jay-Z) | Collision Course                                        | Jay-Z e Linkin Park                                                                                                   | 4:56    | [ 174 ]         |
| 2006 | "Announcement Service Public"                                  | Linkin Park Underground 6                               | Linkin Park | 2:23    | [ 176 ]         |
| 2006 | "QWERTY"                                                       | Linkin Park Underground 6                               | Linkin Park | 3:22    | [ 176 ]         |
| 2007 | "No Roads Left"                                                | Minutes to Midnight                                     | Linkin Park | 3:52    | [ 177 ] [ 178 ] |
| 2008 | "You Ain't Gotsta Gotsta"                                      | Mmm...Cookies - Sweet Hamster Like Jewels from America! | Linkin Park | 0:58    | [ 179 ] [ 180 ] |
| 2008 | "Bubbles"                                                      | Mmm...Cookies - Sweet Hamster Like Jewels from America! | Linkin Park | 2:22    | [ 180 ]         |
| 2008 | "No Laundry"                                                   | Mmm...Cookies - Sweet Hamster Like Jewels from America! | Linkin Park | 0:57    | [ 180 ]         |
| 2008 | "Da Bloos"                                                     | Mmm...Cookies - Sweet Hamster Like Jewels from America! | Linkin Park | 1:17    | [ 180 ]         |
| 2008 | "PB N' Jellyfish"                                              | Mmm...Cookies - Sweet Hamster Like Jewels from America! | Linkin Park | 1:55    | [ 180 ]         |
| 2008 | "26 Lettaz In Da Alphabet"                                     | Mmm...Cookies - Sweet Hamster Like Jewels from America! | Linkin Park | 3:34    | [ 180 ]         |
| 2008 | "Lockjaw"                                                      | —                                                       | Shinoda, Bourdon | 2:29    | [ 181 ]         |
| 2009 | "New Divide"                                                   | Transformers: Revenge of the Fallen                     | Linkin Park | 4:28    | [ 182 ] [ 183 ] |
| 2009 | "A-Six (Original Long Version 2002)"                           | Linkin Park Underground 9                               | Linkin Park | 3:51    | [ 184 ] [ 185 ] |
| 2009 | "Faint (Demo 2002)"                                            | Linkin Park Underground 9                               | Linkin Park | 3:11    | [ 185 ]         |
| 2009 | "Sad (By Myself Demo 1999)"                                    | Linkin Park Underground 9                               | Linkin Park | 1:08    | [ 185 ]         |
| 2009 | "Fear (Leave Out All the Rest Demo 2006)"                      | Linkin Park Underground 9                               | Linkin Park | 2:49    | [ 185 ]         |
| 2009 | "Figure.09 (Demo 2002)"                                        | Linkin Park Underground 9                               | Linkin Park | 3:24    | [ 185 ]         |
| 2009 | "Stick and Move (Runaway Demo 1998)"                           | Linkin Park Underground 9                               | Linkin Park, Mark Wakefield                                                                                           | 0:54    | [ 185 ]         |
| 2009 | "Across the Line (Unreleased Demo 2007)"                       | Linkin Park Underground 9                               | Linkin Park | 3:11    | [ 185 ]         |
| 2009 | "Drawing (Breaking the Habit Demo 2002)"                       | Linkin Park Underground 9                               | Linkin Park | 3:32    | [ 185 ]         |
| 2009 | "Drum Song (The Little Things Give You Away Demo 2006)"        | Linkin Park Underground 9                               | Linkin Park | 4:50    | [ 185 ]         |
| 2010 | "Not Alone"                                                    | Download to Donate for Haiti                            | Linkin Park | 4:12    | [ 186 ] [ 187 ] |
| 2010 | "A Thousand Suns: The Full Experience"                         | A Thousand Suns                                         | Linkin Park | 47:56   | [ 188 ]         |
| 2010 | "Blackbirds"                                                   | A Thousand Suns                                         | Linkin Park | 3:21    | [ 189 ]         |
| 2010 | "Unfortunate (Unreleased Demo 2002)"                           | Linkin Park Underground X                               | Linkin Park | 2:06    | [ 190 ] [ 191 ] |
| 2010 | "What We Don't Know (Unreleased Demo 2007)"                    | Linkin Park Underground X                               | Linkin Park | 3:39    | [ 191 ]         |
| 2010 | "Oh No (Points of Authority Demo)"                             | Linkin Park Underground X                               | Linkin Park | 2:05    | [ 191 ]         |
| 2010 | "I Have Not Begun (Unreleased Demo 2009)"                      | Linkin Park Underground X                               | Linkin Park | 3:06    | [ 191 ]         |
| 2010 | "Pale (Unreleased Demo 2006)"                                  | Linkin Park Underground X                               | Linkin Park | 5:00    | [ 191 ]         |
| 2010 | "Pretend to Be (Unreleased Demo 2008)"                         | Linkin Park Underground X                               | Linkin Park | 3:56    | [ 191 ]         |
| 2010 | "Divided (Unreleased Demo 2005)"                               | Linkin Park Underground X                               | Linkin Park | 3:39    | [ 191 ]         |
| 2010 | "What I've Done (M. Shinoda Remix)"                            | Linkin Park Underground X                               | Linkin Park | 3:40    | [ 191 ]         |
| 2010 | "Coal (Unreleased Demo 1997)"                                  | Linkin Park Underground X                               | Linkin Park | 3:38    | [ 191 ]         |
| 2010 | "Halo (Unreleased Demo 2002)"                                  | Linkin Park Underground X                               | Linkin Park | 3:42    | [ 191 ]         |
| 2011 | "Issho Ni"                                                     | Download to Donate: Tsunami Relief                      | Linkin Park | 3:51    | [ 192 ] [ 193 ] |
| 2011 | "Pay Yo Respektz"                                              | —                                                       | Dave "Phoenix" Farrell, Mike Shinoda                                                                                  | —       | [ 194 ]         |
| 2011 | "YO (MTM Demo)"                                                | Linkin Park Underground 11                              | Linkin Park | 2:44    | [ 195 ] [ 196 ] |
| 2011 | "Slip (1998 Unreleased Hybrid Theory Demo)"                    | Linkin Park Underground 11                              | Linkin Park, Mark Wakefield                                                                                           | 3:30    | [ 196 ]         |
| 2011 | "Soundtrack (Meteora Demo)"                                    | Linkin Park Underground 11                              | Linkin Park | 3:16    | [ 196 ]         |
| 2011 | "In the End (Demo)"                                            | Linkin Park Underground 11                              | Linkin Park | 3:53    | [ 196 ]         |
| 2011 | "Program (Meteora Demo)"                                       | Linkin Park Underground 11                              | Linkin Park | 3:32    | [ 196 ]         |
| 2011 | "Bang Three (What I've Done Original Demo)"                    | Linkin Park Underground 11                              | Linkin Park | 3:30    | [ 196 ]         |
| 2011 | "Robot Boy (Test Mix, Optional Vocal Take)"                    | Linkin Park Underground 11                              | Linkin Park | 4:32    | [ 196 ]         |
| 2011 | "Broken Foot (Meteora Demo)"                                   | Linkin Park Underground 11                              | Linkin Park | 2:43    | [ 196 ]         |
| 2011 | "Esaul (A Place for My Head Demo)"                             | Linkin Park Underground 11                              | Linkin Park, Mark Wakefield                                                                                           | 3:09    | [ 196 ]         |
| 2011 | "Blue (1998 Unreleased Hybrid Theory Demo)"                    | Linkin Park Underground 11                              | Linkin Park | 3:29    | [ 196 ]         |
| 2012 | "Homecoming (Minutes to Midnight Demo)"                        | Linkin Park Underground 12                              | Linkin Park | 3:08    | [ 197 ] [ 198 ] |
| 2012 | "Points of Authority (Demo)"                                   | Linkin Park Underground 12                              | Linkin Park | 3:05    | [ 198 ]         |
| 2012 | "Clarity (Minutes to Midnight Demo)"                           | Linkin Park Underground 12                              | Linkin Park | 3:05    | [ 198 ]         |
| 2012 | "Asbestos (Minutes to Midnight Demo)"                          | Linkin Park Underground 12                              | Linkin Park | 1:55    | [ 198 ]         |
| 2012 | "Bunker (Minutes to Midnight Demo)"                            | Linkin Park Underground 12                              | Linkin Park | 3:56    | [ 198 ]         |
| 2012 | "So Far Away (Unreleased 1998)"                                | Linkin Park Underground 12                              | Linkin Park | 2:53    | [ 198 ]         |
| 2012 | "Pepper (Meteora Demo)"                                        | Linkin Park Underground 12                              | Linkin Park | 2:56    | [ 198 ]         |
| 2012 | "Debris (Minutes to Midnight Demo)"                            | Linkin Park Underground 12                              | Linkin Park | 3:24    | [ 198 ]         |
| 2012 | "Ominous (Meteora Demo)"                                       | Linkin Park Underground 12                              | Linkin Park | 3:08    | [ 198 ]         |
| 2012 | "Forgotten (Demo)"                                             | Linkin Park Underground 12                              | Linkin Park, Mark Wakefield                                                                                           | 3:45    | [ 198 ]         |
| 2012 | "Bruiser"                                                      | StageLight Demos EP                                     | Linkin Park | 2:31    | [ 199 ] [ 200 ] |
| 2012 | "Space Station"                                                | StageLight Demos EP                                     | Linkin Park | 2:58    | [ 201 ]         |
| 2012 | "Complimentary"                                                | StageLight Demos EP                                     | Linkin Park | 3:09    | [ 202 ]         |
| 2012 | "Loop Jam 1"                                                   | StageLight Demos EP                                     | Linkin Park | 2:24    | [ 203 ]         |
| 2012 | "Loop Jam 2"                                                   | StageLight Demos EP                                     | Linkin Park | 1:47    | [ 203 ]         |
| 2013 | "A Light That Never Comes" (com Steve Aoki)                    | Recharged                                               | Linkin Park, Steve Aoki                                                                                               | 3:48    | [ 204 ] [ 205 ] |
| 2013 | "Castle of Glass (M. Shinoda Remix)"                           | Recharged                                               | Linkin Park | 6:20    | [ 204 ]         |
| 2013 | "Lost in the Echo (Killsonik Remix)"                           | Recharged                                               | Linkin Park | 5:09    | [ 204 ]         |
| 2013 | "Victimized (M. Shinoda Remix)"                                | Recharged                                               | Linkin Park | 3:00    | [ 204 ]         |
| 2013 | "I'll Be Gone (Vice Remix)" (com Pusha T)                      | Recharged                                               | Linkin Park, Pusha T                                                                                                  | 3:00    | [ 204 ] [ 206 ] |
| 2013 | "Lies Greed Misery (Dirtyphonics Remix)"                       | Recharged                                               | Linkin Park | 4:50    | [ 204 ]         |
| 2013 | "Roads Untraveled (Rad Omen Remix)" (com Bun B)                | Recharged                                               | Linkin Park, Bun B | 5:28    | [ 204 ]         |
| 2013 | "Powerless (Enferno Remix)"                                    | Recharged                                               | Linkin Park | 6:07    | [ 204 ]         |
| 2013 | "Burn It Down (Tom Swoon Remix)"                               | Recharged                                               | Linkin Park | 4:46    | [ 204 ]         |
| 2013 | "Until It Breaks (Datsik Remix)"                               | Recharged                                               | Linkin Park | 6:00    | [ 204 ]         |
| 2013 | "Skin to Bone (Nick Catchdubs Remix)" (com Cody B. Ware & Ryu) | Recharged                                               | Linkin Park, Cody B. Ware, Ryu                                                                                        | 3:54    | [ 204 ]         |
| 2013 | "I'll Be Gone (Schoolboy Remix)"                               | Recharged                                               | Linkin Park | 6:11    | [ 204 ]         |
| 2013 | "Until It Breaks (Money Mark Headphone Remix)"                 | Recharged                                               | Linkin Park | 4:29    | [ 204 ]         |
| 2013 | "A Light That Never Comes (Rick Rubin Reboot)"                 | Recharged                                               | Linkin Park | 4:40    | [ 204 ]         |
| 2013 | "Burn It Down (Paul van Dyk Remix)"                            | Recharged                                               | Linkin Park | 8:00    | [ 204 ] [ 207 ] |
| 2013 | "Basquiat (2007 Demo)"                                         | Linkin Park Underground XIII                            | Linkin Park | 3:22    | [ 208 ] [ 209 ] |
| 2013 | "Holding Company (2011 Demo)"                                  | Linkin Park Underground XIII                            | Linkin Park | 5:02    | [ 209 ]         |
| 2013 | "Primo (I'll Be Gone - Longform 2010 Demo)"                    | Linkin Park Underground XIII                            | Linkin Park | 5:57    | [ 209 ]         |
| 2013 | "Hemispheres (2011 Demo)"                                      | Linkin Park Underground XIII                            | Linkin Park | 3:42    | [ 209 ]         |
| 2013 | "Cumulus (2002 Demo)"                                          | Linkin Park Underground XIII                            | Linkin Park | 3:04    | [ 209 ]         |
| 2013 | "Pretty Birdy (Somewhere I Belong 2002 Demo)"                  | Linkin Park Underground XIII                            | Linkin Park | 4:05    | [ 209 ]         |
| 2013 | "Universe (2006 Demo)"                                         | Linkin Park Underground XIII                            | Linkin Park | 3:59    | [ 209 ]         |
| 2013 | "Apaches (Until It Breaks Demo, N.01)"                         | Linkin Park Underground XIII                            | Linkin Park | 2:42    | [ 209 ]         |
| 2013 | "Foot Patrol (Until It Breaks Demo, N.02)"                     | Linkin Park Underground XIII                            | Linkin Park | 2:29    | [ 209 ]         |
| 2013 | "Three Band Terror (Until It Breaks Demo, N.03)"               | Linkin Park Underground XIII                            | Linkin Park | 2:00    | [ 209 ]         |
| 2013 | "Truth Inside a Lie (LPU Sessions 2013)"                       | Linkin Park Underground XIII                            | Ryan Giles | 4:23    | [ 209 ]         |
| 2013 | "Change (LPU Sessions 2013)"                                   | Linkin Park Underground XIII                            | Matt McDonald, Ryan Hernandez, Justin Kastner, Adrian Robinson                                                        | 4:07    | [ 209 ]         |
| 2014 | "White Noise"                                                  | Mall (Music from the Motion Picture)                    | Bennington, Farrell, Hahn, Shinoda                                                                                    | 3:05    | [ 210 ] [ 211 ] |
| 2014 | "Jeff Walks"                                                   | Mall (Music from the Motion Picture)                    | Bennington, Farrell, Hahn, Shinoda                                                                                    | 1:00    | [ 210 ]         |
| 2014 | "Mall Blueprint"                                               | Mall (Music from the Motion Picture)                    | Bennington, Farrell, Hahn, Shinoda                                                                                    | 1:15    | [ 210 ]         |
| 2014 | "Jeff Makes Observations"                                      | Mall (Music from the Motion Picture)                    | Bennington, Farrell, Hahn, Shinoda                                                                                    | 2:17    | [ 210 ]         |
| 2014 | "Mal RX7 (Instrumental)"                                       | Mall (Music from the Motion Picture)                    | Bennington, Farrell, Hahn, Shinoda                                                                                    | 1:10    | [ 210 ]         |
| 2014 | "Barry's Story"                                                | Mall (Music from the Motion Picture)                    | Bennington, Farrell, Hahn, Shinoda                                                                                    | 0:59    | [ 210 ]         |
| 2014 | "Changing Room Tease"                                          | Mall (Music from the Motion Picture)                    | Bennington, Farrell, Hahn, Shinoda                                                                                    | 1:20    | [ 210 ]         |
| 2014 | "Danny in Police Car - Mal Gears Up"                           | Mall (Music from the Motion Picture)                    | Bennington, Farrell, Hahn, Shinoda                                                                                    | 1:43    | [ 210 ]         |
| 2014 | "Mal Gives Barry Second Chance - Mal Unloads"                  | Mall (Music from the Motion Picture)                    | Bennington, Farrell, Hahn, Shinoda                                                                                    | 2:29    | [ 210 ]         |
| 2014 | "Mall Carnage - Mal Stalked"                                   | Mall (Music from the Motion Picture)                    | Bennington, Farrell, Hahn, Shinoda                                                                                    | 3:17    | [ 210 ]         |
| 2014 | "It Goes Through"                                              | Mall (Music from the Motion Picture)                    | Bennington, Farrell, Hahn, Shinoda                                                                                    | 3:15    | [ 210 ]         |
| 2014 | "Cops Arrive"                                                  | Mall (Music from the Motion Picture)                    | Bennington, Farrell, Hahn, Shinoda                                                                                    | 1:27    | [ 210 ]         |
| 2014 | "Danny's Lucky Day"                                            | Mall (Music from the Motion Picture)                    | Bennington, Farrell, Hahn, Shinoda                                                                                    | 2:28    | [ 210 ]         |
| 2014 | "Jeff Philosophizes to Donna"                                  | Mall (Music from the Motion Picture)                    | Bennington, Farrell, Hahn, Shinoda                                                                                    | 1:08    | [ 210 ]         |
| 2014 | "Jeff and Donna Connect"                                       | Mall (Music from the Motion Picture)                    | Bennington, Farrell, Hahn, Shinoda                                                                                    | 0:54    | [ 210 ]         |
| 2014 | "Jeff Trips in the Mirror"                                     | Mall (Music from the Motion Picture)                    | Bennington, Farrell, Hahn, Shinoda                                                                                    | 0:42    | [ 210 ]         |
| 2014 | "Adele and Danny in the Backseat"                              | Mall (Music from the Motion Picture)                    | Bennington, Farrell, Hahn, Shinoda                                                                                    | 2:35    | [ 210 ]         |
| 2014 | "Mal vs. Helicopter"                                           | Mall (Music from the Motion Picture)                    | Bennington, Farrell, Hahn, Shinoda                                                                                    | 1:08    | [ 210 ]         |
| 2014 | "Devil's Drop"                                                 | Mall (Music from the Motion Picture)                    | Bennington, Farrell, Hahn, Shinoda                                                                                    | 3:00    | [ 210 ] [ 212 ] |
| 2014 | "TV Comes to Life - Mal and Jeff"                              | Mall (Music from the Motion Picture)                    | Bennington, Farrell, Hahn, Shinoda                                                                                    | 4:20    | [ 210 ]         |
| 2014 | "The Last Line"                                                | Mall (Music from the Motion Picture)                    | Bennington, Farrell, Hahn, Shinoda                                                                                    | 3:41    | [ 210 ]         |
| 2014 | "Danny Goes Home"                                              | Mall (Music from the Motion Picture)                    | Bennington, Farrell, Hahn, Shinoda                                                                                    | 1:41    | [ 210 ]         |
| 2014 | "Dancer (Instrumental)"                                        | Mall (Music from the Motion Picture)                    | Bennington, Farrell, Hahn, Shinoda                                                                                    | 3:18    | [ 210 ]         |
| 2014 | "Aubrey One (2009 Demo)"                                       | Linkin Park Underground XIV                             | Linkin Park | 3:51    | [ 213 ] [ 214 ] |
| 2014 | "Malathion+Tritonus (2008 Berlin Demo)"                        | Linkin Park Underground XIV                             | Linkin Park | 5:18    | [ 214 ]         |
| 2014 | "Berlin One, Version C (2009 Demo)"                            | Linkin Park Underground XIV                             | Linkin Park | 2:50    | [ 214 ]         |
| 2014 | "Blanka (2008 Demo)"                                           | Linkin Park Underground XIV                             | Linkin Park | 2:33    | [ 214 ]         |
| 2014 | "Heartburn (2007 Demo)"                                        | Linkin Park Underground XIV                             | Linkin Park | 1:46    | [ 214 ]         |
| 2014 | "Breaking the Habit Original Mike (2002 Demo)"                 | Linkin Park Underground XIV                             | Linkin Park | 3:20    | [ 214 ]         |
| 2014 | "Dave Sbeat feat. Joe"                                         | Linkin Park Underground XIV                             | Dave Farrell, Joe Hahn                                                                                                | 0:42    | [ 214 ]         |
| 2014 | "Froctagon (2009 Demo)"                                        | Linkin Park Underground XIV                             | Linkin Park | 3:40    | [ 214 ]         |
| 2014 | "Rhinoceros (2002 Demo)"                                       | Linkin Park Underground XIV                             | Linkin Park | 3:36    | [ 214 ]         |
| 2014 | "After Canada (2005 Demo)"                                     | Linkin Park Underground XIV                             | Linkin Park | 4:14    | [ 214 ]         |
| 2015 | "Final Masquerade (acústico)"                                  | —                                                       | Linkin Park | 3:50    | [ 215 ]         |
| 2015 | "Animals (2011 Demo)"                                          | Linkin Park Underground 15                              | Linkin Park | 2:58    | [ 216 ] [ 217 ] |
| 2015 | "Basil (2008 Demo)"                                            | Linkin Park Underground 15                              | Linkin Park | 0:50    | [ 216 ]         |
| 2015 | "Pods 1 of 3 (1998 Demo)"                                      | Linkin Park Underground 15                              | Linkin Park | 1:33    | [ 216 ]         |
| 2015 | "Pods 2 of 3 (1998 Demo)"                                      | Linkin Park Underground 15                              | Linkin Park | 1:56    | [ 216 ]         |
| 2015 | "Pods 3 of 3 (1998 Demo)"                                      | Linkin Park Underground 15                              | Linkin Park | 1:55    | [ 216 ]         |
| 2015 | "Chance of Rain (2006 Demo)"                                   | Linkin Park Underground 15                              | Linkin Park | 3:59    | [ 216 ]         |
| 2015 | "TooLeGit (2010 Demo)"                                         | Linkin Park Underground 15                              | Linkin Park | 2:05    | [ 216 ]         |
| 2016 | "Grudgematch (2009 Demo)"                                      | Linkin Park Underground 15                              | Linkin Park | 1:13    | [ 216 ]         |
| 2016 | "Hurry (1999 Demo)"                                            | Linkin Park Underground 15                              | Linkin Park | 2:34    | [ 216 ]         |
| 2016 | "Grr (1999 Demo)"                                              | Linkin Park Underground 15                              | Linkin Park | 0:26    | [ 216 ]         |
| 2016 | "Attached (2003 Demo)"                                         | Linkin Park Underground 15                              | Linkin Park | 3:28    | [ 216 ]         |
| 2016 | "Chair (1999 Demo)"                                            | Linkin Park Underground 15                              | Linkin Park | 1:57    | [ 216 ]         |
| 2016 | "The Catalyst (2010 Demo)"                                     | Linkin Park Underground 16                              | Linkin Park | 5:43    | [ 218 ] [ 219 ] |
| 2016 | "Can't Hurt Me (2014 Demo)"                                    | Linkin Park Underground 16                              | Linkin Park | 3:56    | [ 219 ]         |
| 2016 | "Dark Crystal (2015 Demo)"                                     | Linkin Park Underground 16                              | Linkin Park | 3:43    | [ 219 ]         |
| 2016 | "Air Force One (2015 Demo)"                                    | Linkin Park Underground 16                              | Linkin Park | 1:19    | [ 219 ]         |
| 2016 | "Bleed It Out (2007 Demo)"                                     | Linkin Park Underground 16                              | Linkin Park | 2:47    | [ 219 ]         |
| 2016 | "Consequence A (2010 Demo)"                                    | Linkin Park Underground 16                              | Linkin Park | 0:53    | [ 219 ]         |
| 2016 | "Consequence B (2010 Demo)"                                    | Linkin Park Underground 16                              | Linkin Park | 1:28    | [ 219 ]         |
| 2016 | "Lies Greed Misery (2010 Demo)"                                | Linkin Park Underground 16                              | Linkin Park | 1:13    | [ 219 ]         |
| 2016 | "Burberry (2015 Demo)"                                         | Linkin Park Underground 16                              | Linkin Park | 1:01    | [ 219 ]         |
| 2016 | "Symphonies of Light Reprise (2010 Demo)"                      | Linkin Park Underground 16                              | Linkin Park | 1:16    | [ 219 ]         |
| 2020 | "She Couldn't"                                                 | Hybrid Theory20                                         | Bennington, Shinoda, Delson, Milo Berger, Erik Meltzer, Joe Thomas, Lance Quinn, Brad Baker, Donnie Lewis, Yasiin Bey | 5:06    | [ 220 ]         |
| 2023 | "Lost"                                                         | Meteora20                                               | Linkin Park | 3:19    | [ 221 ]         |
| 2023 | "Fighting Myself"                                              | Meteora20                                               | Linkin Park | 3:21    | [ 222 ]         |
| 2023 | "More the Victim"                                              | Meteora20                                               | Linkin Park | 2:41    | [ 222 ]         |
| 2023 | "Massive"                                                      | Meteora20                                               | Linkin Park | 3:08    | [ 222 ]         |
| 2023 | "Healing Foot"                                                 | Meteora20                                               | Linkin Park | 3:31    | [ 222 ]         |
| 2023 | "A6" (Meteora20 Demo)                                          | Meteora20                                               | Linkin Park | 3:54    | [ 222 ]         |
| 2023 | "Cuidado" (Lying from You Demo)                                | Meteora20                                               | Linkin Park | 3:18    | [ 222 ]         |
| 2023 | "Husky" (Hit the Floor Demo)                                   | Meteora20                                               | Linkin Park | 3:13    | [ 222 ]         |
| 2023 | "Interrogation" (Easier to Run Demo)                           | Meteora20                                               | Linkin Park | 3:40    | [ 222 ]         |
| 2023 | "Faint" (Meteora20 Demo)                                       | Meteora20                                               | Linkin Park | 3:55    | [ 222 ]         |
| 2023 | "Plaster 2" (Figure.09 Demo)"                                  | Meteora20                                               | Linkin Park | 2:56    | [ 222 ]         |
| 2023 | "Shifter" (From the Inside Demo)                               | Meteora20                                               | Linkin Park | 3:24    | [ 222 ]         |
| 2023 | "Wesside"                                                      | Meteora20                                               | Linkin Park | 3:14    | [ 222 ]         |
| 2023 | "Resolution"                                                   | Meteora20                                               | Linkin Park | 4:37    | [ 222 ]         |
| 2024 | "Friendly Fire"                                                | Papercuts (Singles Collection 2000–2023)                | Shinoda, Delson, Jon Green                                                                                            | 2:57    | [ 223 ]         |
| 2025 | "Up from the Bottom"                                           | From Zero (Deluxe Edition)                              | Linkin Park | 3:03    | [ 224 ]         |
| 2025 | "Unshatter"                                                    | From Zero (Deluxe Edition)                              | Linkin Park | 3:16    | [ 224 ]         |
| 2025 | "Let You Fade"                                                 | From Zero (Deluxe Edition)                              | Linkin Park | 3:29    | [ 224 ]         |